# Enver Yıldırım
Enver Yıldırım (* 18. října 1995 Altındağ) je turecký reprezentant v šermu šavlí. 
Šermovat začal v roce 2005 po vzoru starších bratrů. Stal se členem ankarského oddílu ABB EGO Spor Kulubu a trénoval ho Mustafa Kalender. V juniorské reprezentaci debutoval v roce 2010. Na Univerziádě v roce 2017 postoupil do finále, kde ho zdolal András Szatmári z Maďarska. Téhož roku získal bronzovou medaili na mistrovství Evropy v šermu do 23 let. V roce 2021 vyhrál Hry islámské solidarity v Konyi. Od následujícího roku se připravoval v Akademii Christiana Bauera ve francouzském Orléans. 
Na domácím mistrovství Evropy v roce 2022 byl Yıldırım členem družstva šavlistů, které získalo pro Turecko historickou medaili, když v zápase o bronz zdolalo Němce. V tomtéž roce obsadil na mistrovství světa v šermu osmé místo s družstvem a 21. místo mezi jednotlivci. Na evropském šampionátu v roce 2023 získal dělené třetí místo v šavli jednotlivců. Zúčastnil se Evropských her v roce 2023 jako člen družstva v šavli, které obsadilo desáté místo. V říjnu 2023 vyhrál turnaj světového poháru v Gentu. V roce 2024 se podílel na další bronzové medaili tureckého týmu z evropského šampionátu. Startoval také na pařížských olympijských hrách 2024, kde ho v prvním kole vyřadil Ital Luca Curatoli.
Vystudoval sportovní vědu na Hacettepe Üniversitesi a pracuje jako učitel tělocviku.